# Fitjari csata
A Fitjari csata 961-ben a mai Fitjar területén zajlott Jó Håkon (Håkon den Gode Adalsteinsfostre) (ejtsd: hókon den gúde adalsteinförstre) és testvére Véresbárd Erik (Eirik Blodøks Haraldsson) fiai között.

## A csata
A csata Håkon és unokaöccsei között nem csak Håkon királyságáról, hanem az Erik fiait támogató Kékfogú Harald dán király által megfogalmazott igényről a norvég királyi címre és így a mai Oslo-fjord körüli területekről is szólt.
Noha Håkon győzelmet aratott, egy nyíl megsebezte a karján és a vérmérgezésbe nem sokkal később belehalt. Halálos ágyán – azzal a feltétellel, hogy jó lesz barátaihoz és szolgáihoz – Erik legidősebb fiára, Szürkepalást Haraldra (Harald II (Eiriksson) Gråfell) hagyta a koronát. A csatában Håkon arany sisakot hordott, ez ma Fitjar címere.

## Az utójáték
II. Harald hűbéresküt tett Kékfogú Haraldnak, aki később egész Norvégiát elfoglalta és akit az állandó hadakozásba belefáradt norvégok eleinte lelkesen fogadtak. Később a hjørungavåg-i csatában az először nemzetként egyesült norvégok megverték.